# Hans Thøger Winther

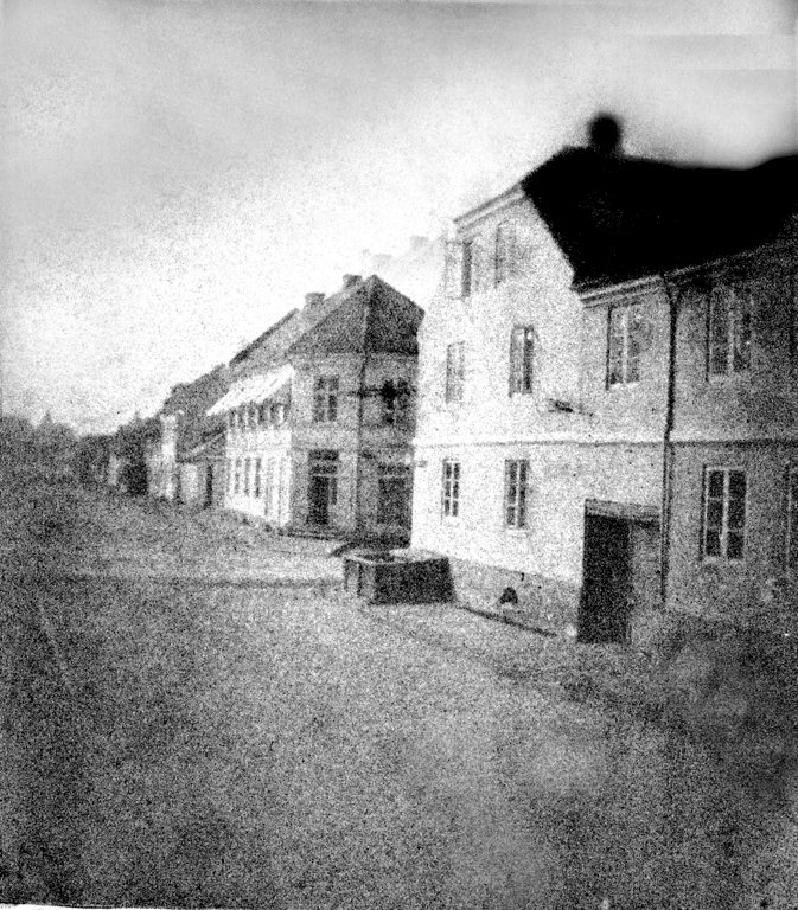
Hans Thøger Winther: Ulice v Oslo, 1840, jedna z prvních norských fotografií

Hans Thøger Winther (22. ledna 1786 Thisted, Dánsko – 10. února 1851 Oslo) byl vynálezcem a průkopníkem rané fotografie v Norsku a je považován za prvního norského fotografa.

## Život a dílo
V roce 1801 se přistěhoval do města Christiania (od roku 1925 Oslo), kde našel práci jako úředník.
Hans Thøger Winther si přivezl svůj první fotoaparát v roce 1839 a pravděpodobně s ním pořídil první norský snímek. Nejstarší jeho dochovaná fotografie je z roku 1840. První daguerrotypie dorazila do Norska v roce 1841 na výstavu ve městě Bergen a poté do Christianie. Mezi diváky byl také Winther, který již před tím experimentoval s různými způsoby zachycení obrazu. Publikoval své poznatky v mnoha článcích, kde popisoval postup získání přímého pozitivu, přeměny negativu na pozitiv, a naopak. V roce 1845 vydal učebnici fotografie.
Používal podobný postup jako William Fox Talbot, který jej pojmenoval kalotypie. Díky Wintherovi začala v Norsku výroba fotografických kamer a mnoho nadšenců přešlo na nové umění. Winther popsal různé postupy výroby fotoaparátů z lepenky nebo dřeva.